# Chalcoecia patina
Chalcoecia patina là một loài bướm đêm trong họ Noctuidae.